# Alzette
Alzette (lucembursky Uelzecht, německy Alzig nebo Elz podle Herberta Kranze 1934, případně Eltze dle Goetheho 1792) je řeka v Lotrinsku ve Francii a v Lucembursku. Je dlouhá 73 km.

## Průběh toku
Pramení ve Francii poblíž Audun-le-Tiche, v departmentu Moselle v Lotrinsku). Nadmořská výška pramene je 305 m. Odtud teče severním směrem a protéká Lucemburskem z jihu na sever a končí v Ettelbrücku, kde se v nadmořské výšce 113 m vlévá do řeky Sauer.

## Využití
Postupně protéká městy Esch, Hesperingen a hlavním městem Lucemburk, kde je v městské části Pfaffenthal překlenuta mostem Velkovévodkyně Charlotte (nazývaný též Červeným mostem). Řeka je opěvována v lucemburské státní hymně Ons Heemecht. Podél řeky vedou dálkové cyklostezky PC1 a PC15, které jsou součástí lucemburské cyklistické sítě.